# HD 83443
HD 83443は、地球からほ座の方向に約130光年離れた位置にある8等級の恒星である。周囲を太陽系外惑星が公転していることが知られている。

## 特徴
| 太陽 | HD 83443  |
| ---- | --------- |
| 太陽 | Exoplanet |

HD 83443は太陽とほぼ同じ質量と半径を持つ恒星だが、表面温度は5,458 Kとわずかに太陽より低く、K型主系列星に分類されている。金属量の値は0.357とされ、これはヘリウムよりも重い元素が太陽の約2.28倍も含まれていることを示している。

## 惑星系
2000年に、ラ・シヤ天文台で行われたドップラー分光法（視線速度法）による観測でHD 83443を公転する太陽系外惑星HD 83443 bが報告された。HD 83443 bは少なくとも土星とほぼ同等の質量を持つ惑星で、わずか3日弱で主星の周囲を公転しており、当時知られていた太陽系外惑星の中では最も主星に近い軌道を持つ惑星であった。後に2002年6月に行われた、ポール・バトラーらの研究グループによる視線速度の観測でHD 83443 bの存在が明確に確認されたため、一般的にHD 83443 bの発見年は2002年と扱われている。
2000年の報告では、HD 83443 bのさらに外側に少なくとも木星の1.17倍の質量を持つ第2の惑星（HD 83443 c）の存在も発表されている。HD 83443 cは歪んだ楕円軌道を29.83日の公転周期で公転しているとされ、両者が公転周期1 : 10の軌道共鳴の関係にあるという興味深い構造になっている可能性もあるとされていたが、この比については不正確で更なる観測が必要とされた。しかし、前述の2002年6月にバトラーらの研究グループが行った観測のデータでHD 83443 cの存在を示す信号が得られなかったことから、HD 83443 cが存在しない可能性が指摘され、これにより発見グループも同年11月にHD 83443 cの発見を撤回した。
2022年4月、以前とは別の第2の惑星の発見が報告され、改めてHD 83443 cと指定された。公転周期は約22.6年（8241日）で、離心率は0.76と高い。20年以上の複数の観測所によるドップラー分光法の観測データによって発見された。
| 名称 （恒星に近い順） | 質量                | 軌道長半径 （天文単位） | 公転周期 (日)       | 軌道離心率         | 軌道傾斜角 | 半径              |
| --------------------- | ------------------- | ----------------------- | ------------------- | ------------------ | ---------- | ----------------- |
| b (Buru)              | ≥0.398 MJ           | 0.0406 ± 0.0023         | 2.985698 ± 0.000057 | 0.012 ± 0.023      | —          | 1.04（理論上） RJ |
| c                     | ≥1.35+0.07 −0.06 MJ | 8.0 ± 0.8               | 8241+1019 −530      | 0.760+0.046 −0.047 | —          | —                 |

## 名称
2019年、世界中の全ての国または地域に1つの系外惑星系を命名する機会を提供する「IAU100 Name ExoWorldsプロジェクト」において、HD 83443系はケニア共和国に割り当てられる惑星系となった。このプロジェクトは、「国際天文学連合100周年事業」の一環として計画されたイベントの1つで、ケニア国内での選考、国際天文学連合 (IAU) への提案を経て太陽系外惑星とその主星に固有名が承認されるものであった。2019年12月17日、IAUから最終結果が公表され、HD 83443はKalausi、HD 83443 bはBuruと命名された。これらはケニアのルオ語で星や惑星を象徴する気象現象に関する言葉に由来した名前が付けられている。Kalausi は「非常に強い風の列」を意味する言葉に、Buru は「ほこり」を意味し、通常は暴風と関連付けられる言葉に、それぞれちなんで名付けられた。